# Alberto Braniff
Alberto Braniff (8 de diciembre de 1886-17 de septiembre de 1966) fue un aeronauta mexicano. Se le considera el primer aviador de Latinoamérica.

## Orígenes

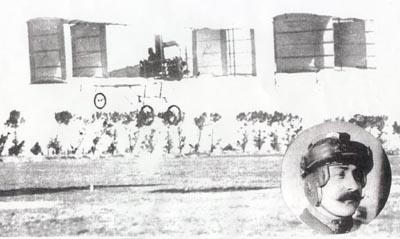
El primer vuelo en Latinoamérica

Alberto Braniff nació el día 8 de diciembre de 1886, miembro de una poderosa familia en México durante la época del desarrollo industrial del país. Su padre fue el industrial estadounidense Thomas Braniff, quien había llegado a México para construir el ferrocarril de Veracruz. Alberto fue a estudiar a Europa, donde su interés por distintos deportes como el boxeo y el automovilismo le confirieron un temperamento aventurero.

## Antecedentes aéreos en México
Décadas previas al primer vuelo de Alberto Braniff, en México se habían realizado ya diversos vuelos en globo, muchos de ellos con aparatos diseñados por Don Joaquín de la Cantolla y Rico, aeronauta e inventor mexicano. Esos vuelos los realizó entre 1863 y 1914. En 1908, Miguel Lebrija había construido varios planeadores con un éxito notable. El 9 de marzo de 1909, aun siendo adolescentes, los hermanos Aldasoro habían construido un planeador con el cual realizaron un breve y accidentado vuelo en la Ciudad de México, y como ellos, otros tantos más realizaban su propia aportación a los inicios de la aviación.
Desde entonces se sabía que las condiciones de la Ciudad de México eran las más difíciles para los vuelos en aparatos tan precarios, ya que la ciudad se encuentra a más de 2000 metros sobre el nivel del mar. 

## Primer vuelo
En 1909 Braniff presenció varios vuelos realizados en Biarritz por Michel Tabuteau, del cual pudo recibir las primeras experiencias de la aviación y de esas incipientes máquinas. Siguiendo el ímpetu de su interés por la aviación, posteriormente se traslada a Villancourt, para negociar directamente con los hermanos Voissin la adquisición de un avión nuevo. Fue entonces que Alberto pudo adquirir un aeroplano Voissin y recibió instrucción de vuelo del mismo fabricante e inventor francés. 
El avión desarmado fue transportado por barco, el cual arribó al puerto de Veracruz en diciembre de 1909 y transportado por ferrocarril a la capital del país. Muy cerca de la estación de tren, se encontraban los terrenos de lo que era la Hacienda de Balbuena, propiedad de la familia Braniff. Hoy, esos espacios están muy cerca de los que hoy ocupa el Aeropuerto Internacional Benito Juárez de la Ciudad de México. En ese lugar y de forma previsora, Alberto hizo construir el primer hangar, en México. 
Desde las primeras labores de ensamble del aparato, el sitio era concurrido por una cantidad importante de curiosos. La aviación desde entonces era una actividad fascinante y congregaba a todos los sectores de la sociedad, de los más modestos peones y ayudantes hasta las altas esferas de la sociedad y el gobierno. Otros pioneros como Juan Guillermo Villasana, Juan Pablo y Eduardo Aldasoro y Miguel Lebrija, también acudieron para presenciar y animar lo que sería el primer vuelo de un aparato más pesado que el aire y de forma controlada en América Latina y España.

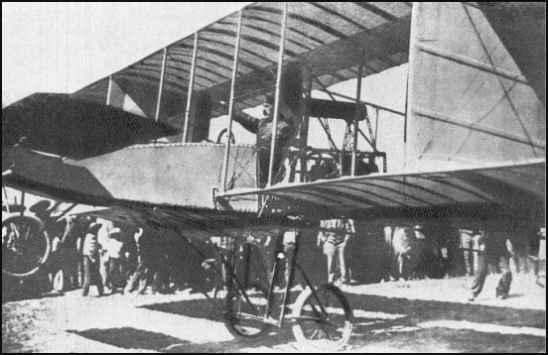
Alberto Braniff en su aeroplano

El avión adquirido por Braniff era un Voissin Biplano, Serie 13 con motor de combustión interna ENV y escasos 60 caballos de fuerza.
Después de semanas de incesante labor para armar el avión, se tuvieron que realizar importantes ajustes al motor y a la composición de la gasolina, ya que en la configuración inicial, el motor no era capaz de elevar el aparato, solo por breves y discretos saltos del suelo. 
Finalmente, el 8 de enero de 1910, con Alberto Braniff en los mandos, el avión Voissin toma altura y se desplaza de manera pasmosa por el aire ante la atónita mirada de la muchedumbre. Por primera vez en Hispanoamérica; un aparato más pesados que el aire; volaba de forma controlada. 
A raíz de este éxito y con gran visión, Alberto Braniff ordenó la compra de otro aparato a Francia, ahora un Farman MF 7. Tanto Braniff como su Farman fueron incorporados posteriormente a la Escuadrilla Aérea del Ejército Mexicano.

## Retiro de la aviación

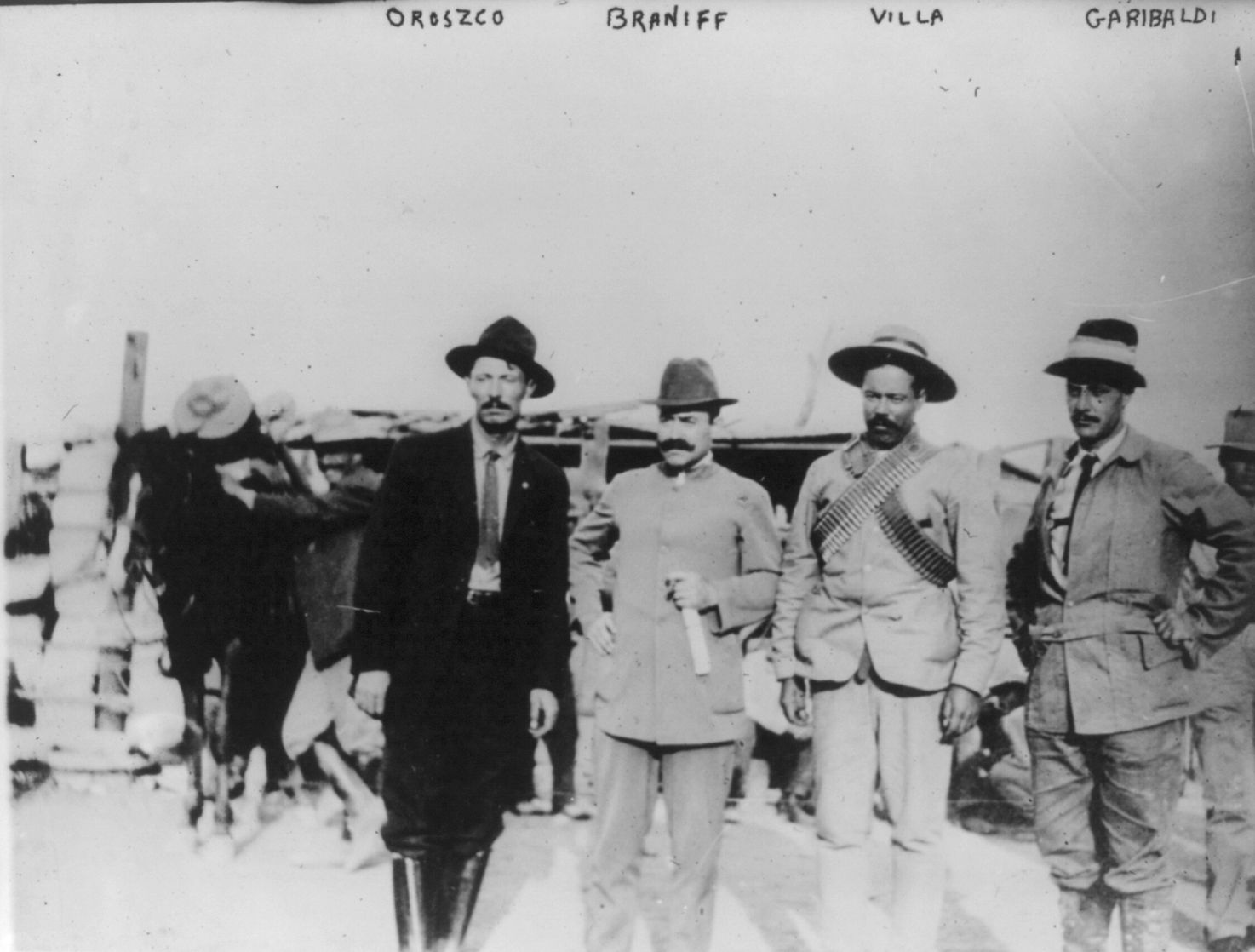
De izquierda a derecha: Pascual Orozco, Alberto Braniff, Pancho Villa y Peppino Garibaldi

La prolongación de la gesta armada de la Revolución mexicana alejó a Alberto de la aviación para dedicarse a los negocios de la familia.
Murió en la Ciudad de México el 17 de septiembre de 1966.